# Sari van Veenendaal
Sari van Veenendaal (Nieuwegein, 3 d'abril de 1990) és una jugadora de futbol, que juga com a portera. És internacional des del 2011 amb els Països Baixos, amb els que ha jugat l'Eurocopa 2013 i el Mundial 2015.

## Trajectòria
| Temporades    | Lliga             | Club              | P   | G | Actualitzat |
| ------------- | ----------------- | ----------------- | --- | - | ----------- |
| 07/08 - 09/10 | D1                | FC Utrecht        | 02  | 0 |             |
| 10/11 - 14/15 | D1                | FC Twente         | 112 | 0 |             |
| 2015 - act.   | D1                | Arsenal FC        | 020 | 0 | 10/02/2017  |
|               |                   |                   |     |   |             |
| 2011 - act.   | Selecció absoluta | Selecció absoluta | 027 | 0 | 10/02/2017  |

## Palmarès
| Títols — Seleccions nacionals            |       |       |       |       |
|                                          |       |       |       |       |
| Títols — Clubs                           |       |       |       |       |
| 4 Lligues                                | 10/11 | 12/13 | 13/14 | 14/15 |
| 2 Copes                                  | 09/10 | 14/15 |       |       |
| 1 Copa                                   | 15/16 |       |       |       |
| 1 Copa de la Lliga                       | 14/15 |       |       |       |
| Reconeixements — Premis                  |       |       |       |       |
|                                          |       |       |       |       |
| Reconeixements — Seleccions de jugadores |       |       |       |       |
|                                          |       |       |       |       |